# Paseo del Prado
Paseo del Prado è uno dei boulevard più importanti di Madrid e segue la verticale nord-sud, dalla Plaza de Cibeles fino alla Plaza del Emperador Carlos V, popolarmente conosciuta come Glorieta de Atocha. A metà del suo percorso confluisce con la Plaza de la Lealtad e con la Plaza de Cánovas del Castillo, dove si trova la fontana di Nettuno.
Insieme ai boulevard della Castellana e Recoletos, che si estendono a nord, costituisce uno dei principali assi viari della città, connettendo la zona settentrionale della stessa alla zona meridionale. Sul Paseo del Prado si trovano alcune delle istituzioni culturali più importanti di Spagna. Qui si trovano i musei del Prado e Thyssen-Bornemisza e nelle immediate vicinanze si trova il Centro de Arte Reina Sofía, promossi turisticamente sotto la denominazione di Paseo del Arte.

In questo viale si trovano diversi monumenti e parchi di interesse storico-artistico, realizzati durante il XVIII secolo nell'ambito del progetto urbanistico del Salón del Prado, oltre a numerosi motivi ornamentali e paesaggistici. Degni di menzione sono l'Edificio Villanueva, sede principale del Museo del Prado, e il giardino botanico e i complessi scultorei delle fontane di Nettuno e di Apollo.

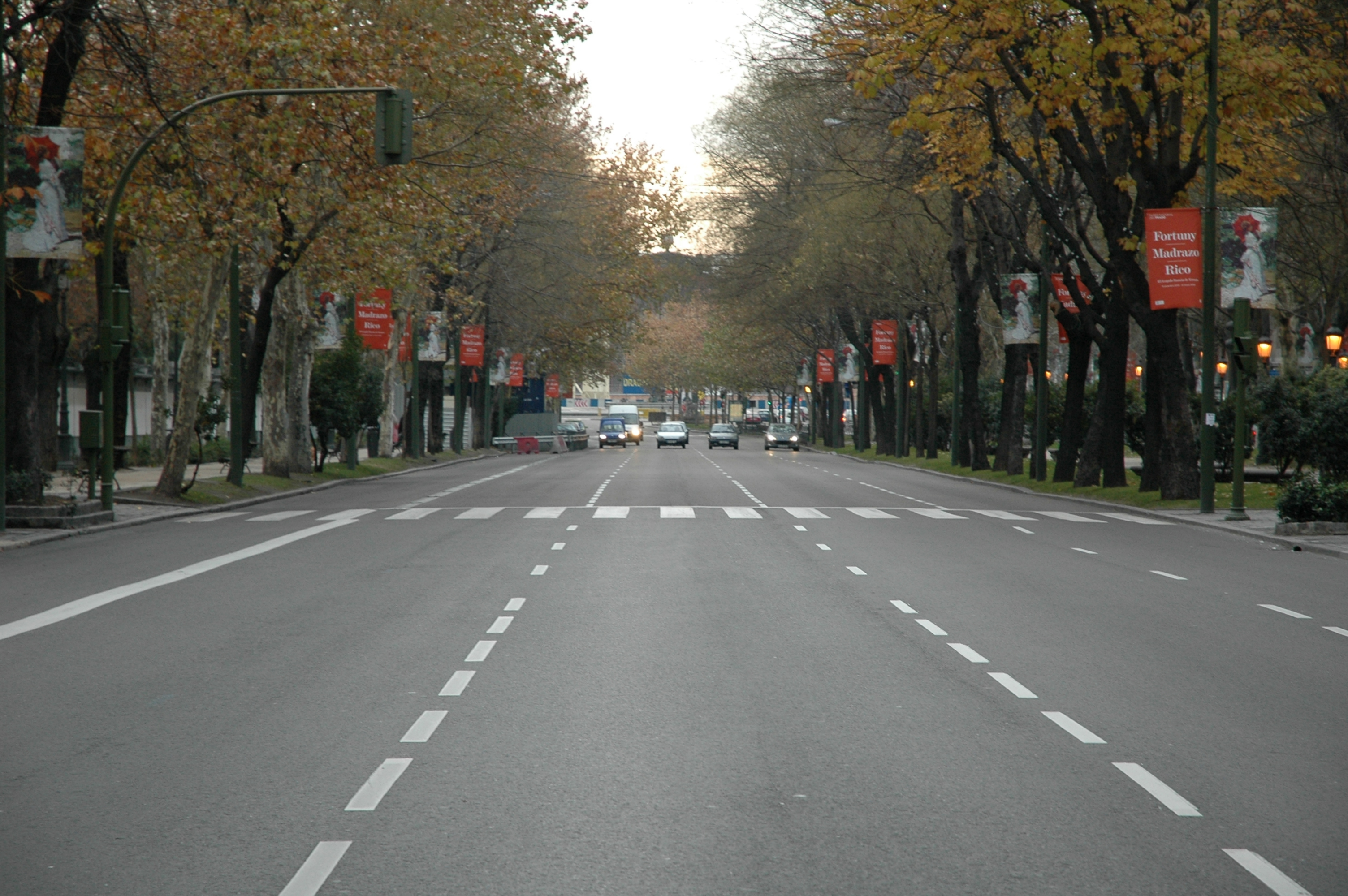
Il celebre paseo, con il centro riservato al traffico automobilistico.

Dal 25 luglio 2021, insieme al Parque del Retiro, è stato dichiarato Patrimonio mondiale dell'umanità con il nome di Paisaje de la Luz.

## Toponimia
Il paseo deve il suo nome al vecchio Prado de los Jerónimos, un insieme di solares e prati silvestri situati intorno al monastero di San Jerónimo el Real, che segnavano il limite orientale della zona urbana di Madrid. Nelle sue vicinanze esistevano altre due zone designate come prados (prati): quello di Recoletos Agustinos (coincidente, grosso modo, con il Paseo de Recoletos) e quello di Atocha (vicino all'attuale Plaza del Emperador Carlos V). Tutti loro erano conosciuti con il comune denominatore di Prado Viejo. Per estensione, il Museo del Prado prende il nome dal paseo dove si trova la sua entrata principale.

## Storia

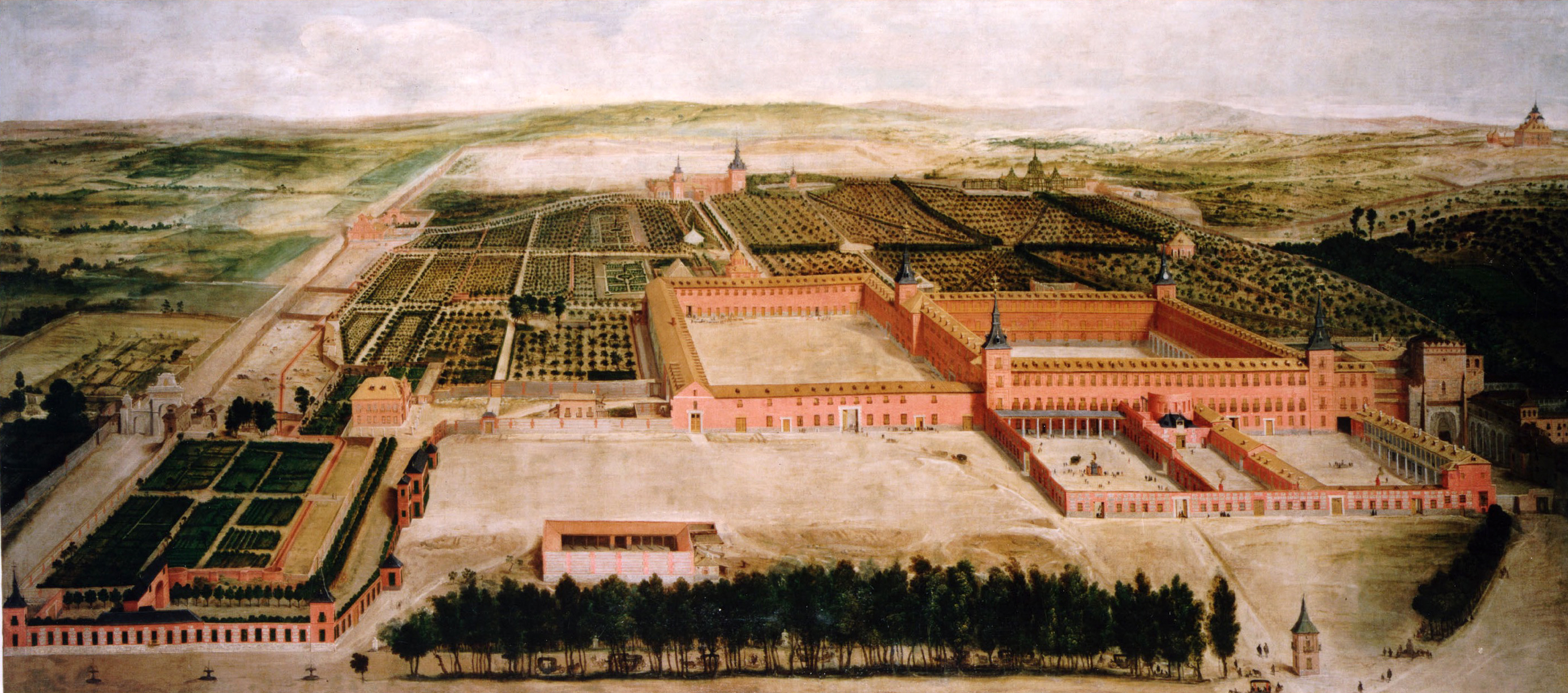
Quadro del 1637, attribuito a Jusepe Leonardo, dove è possibile apprezzare il Prado de los Jerónimos (all'estremo sinistro) e il Parco del Retiro (al centro e a destra).

La prima riforma urbanistica del Prado Viejo ebbe luogo nell'anno 1570, sotto l'impulso del re Felipe II, che nove anni prima aveva stabilito la Corte a Madrid. Il progetto consistette nell'allineamento degli isolati orientali della città allo scopo di creare una zona di ricreazione e svago, articolata attorno al canale dello scomparso arroyo della Fuente Castellana o dell'Olivar, che scorreva ad est del centro. Frutto di un'iniziativa collettiva fu la semina un filare di alberi longitudinalmente, disposti lungo un unico filare nel caso del Prado de los Recoletos Agustinos e in tre in quello de los Jerónimos, come può apprezzarsi nella pianta di Pedro Teixeira Albernaz dell'anno 1656. Tramite questo viale alberato si marcava la linea divisoria tra le frazioni della città e i recinti monacali ubicati all'altro lato del Prado Viejo. Agli inizi del XVII secolo venne costruito, assieme alla chiesa di San Jerónimo el Real, il Palacio del Buen Retiro, un terreno e residenza reale che chiudeva il lato nord del Prado de los Jerónimos. Di quest'ultima parte, si sono conservati la Sala del Regno e il Salón de Baile (conosciuto come Casón del Buen Retiro), così come parte dei suoi giardini, che costituiscono l'attuale Parco del Retiro.

### Il progetto delSalón del Prado

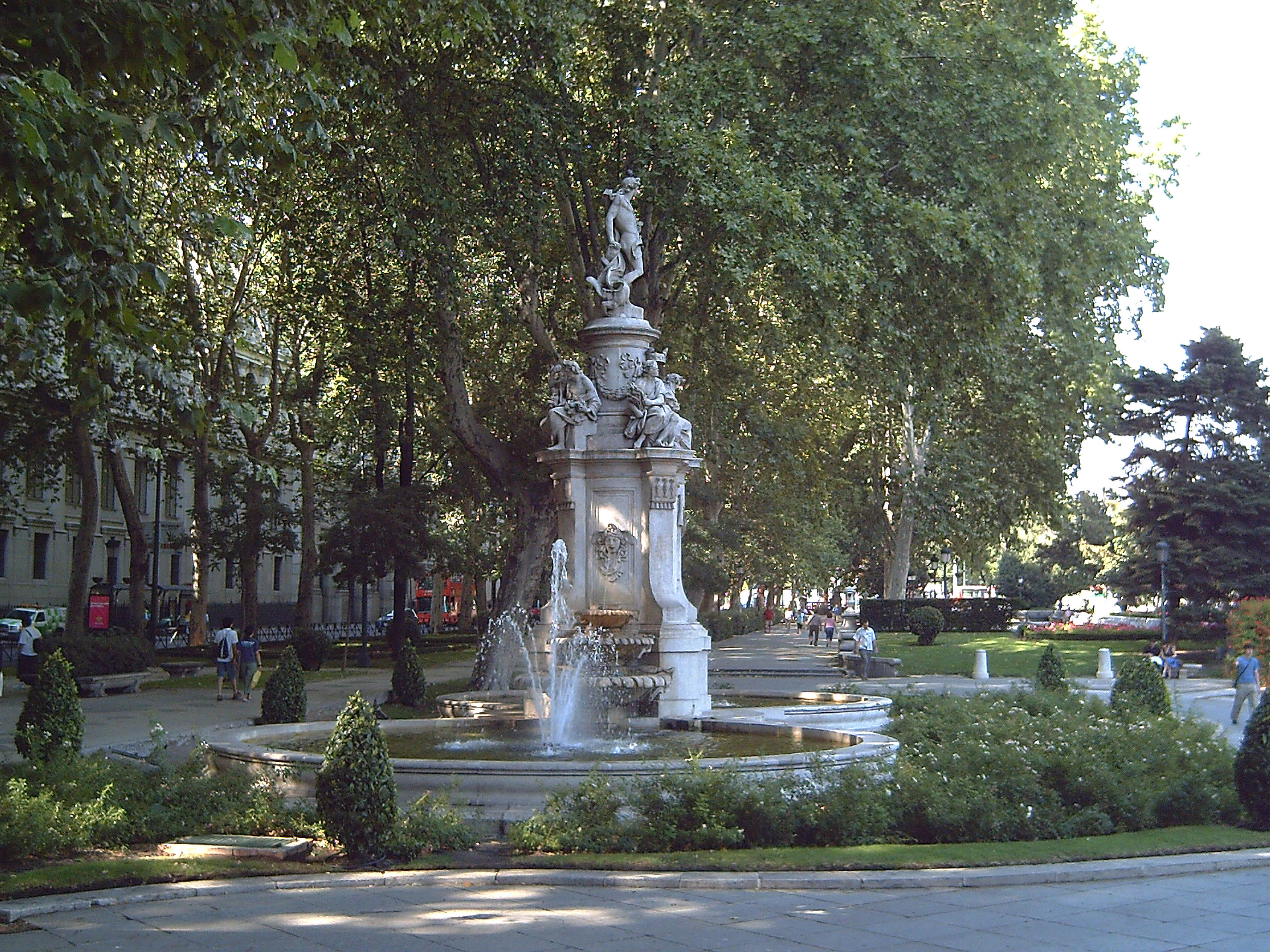
La Fontana di Apollo

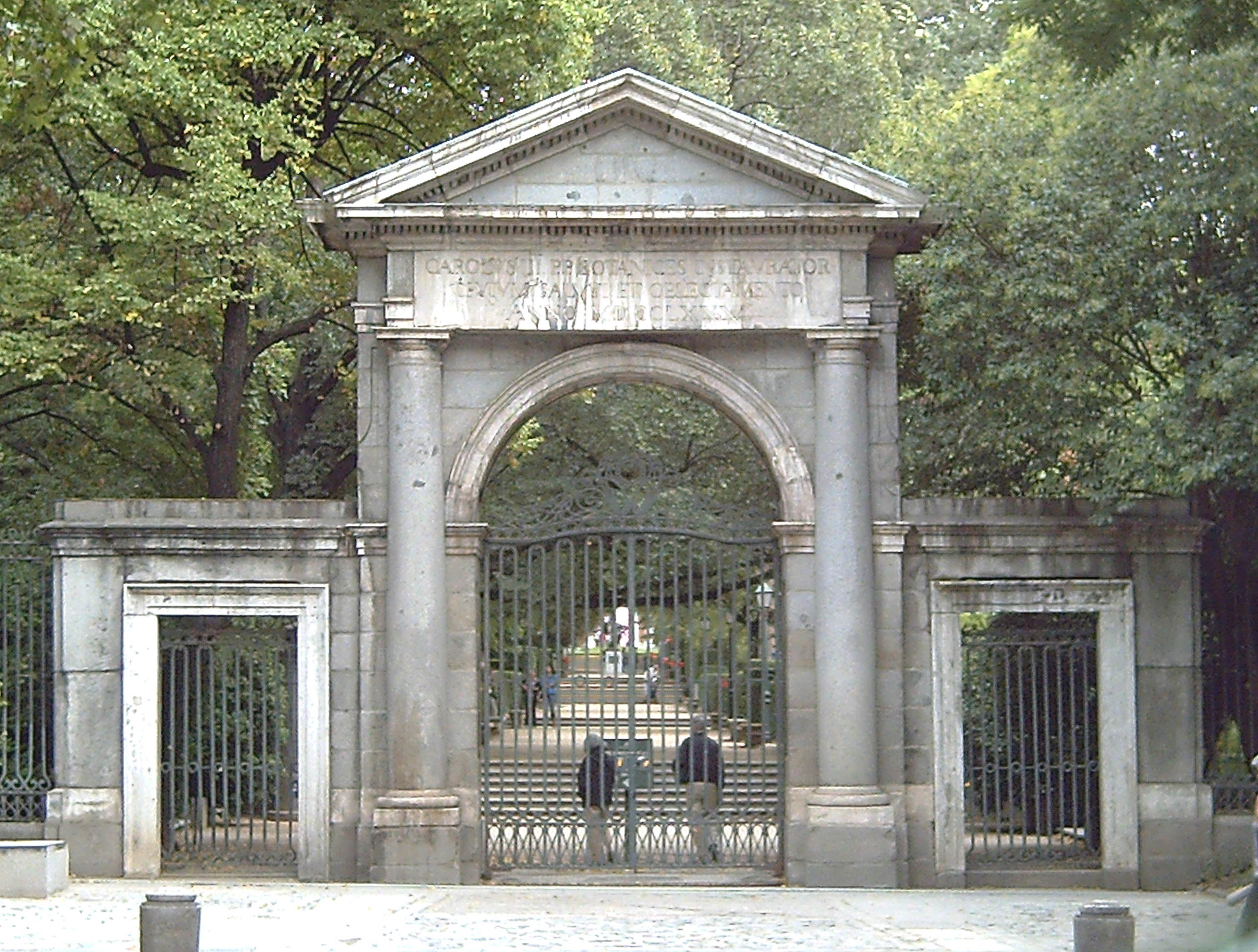
L'entrata al Giardino Botanico

Durante il regno di Carlo III, le riforme urbanistiche di Madrid si pianificarono in quella che allora era la periferia della città: il Prado Viejo che, nonostante fosse un paseo molto popolare era caduto in uno stato di abbandono e andava perdendo la sua primitiva funzione di luogo di svago. Il Salón del Prado, come si chiamò questa grande riforma, convertì questa zona, diffusamente alberata, in un paseo con giardini e fontane. L'idea fu promossa dal Conde de Aranda, presidente del Consiglio di Castiglia, e i lavori iniziarono nel 1763.
Si cercava di integrare in modo unitario i frammenti dispersi dello spazio di transizione tra la città e il complesso palatino del Buen Retiro, mediante la creazione di uno spazio circolare limitato e abbellito da fontane e viali alberati. Il Salón del Prado fu ordinato urbanisticamente da José de Hermosilla, il quale progettò una pianta longitudinale, con grandi fontane da tratto a tratto (Cibele, Nettuno e le Quattro Stagioni o di Apollo). Le fontane e gli elementi decorativi furono progettati da Ventura Rodríguez, e lavorarono alle sculture i più affermati scultori del momento. Il Salón del Prado andava dall'attuale plaza de Cibeles alla glorieta de Atocha (glorieta del Emperador Carlos V), e si potevano distinguere tre tratti.
Il primo, con la fontana di Apollo (o delle Quattro Stagioni) al centro, conteneva le fontane di Cibele e Nettuno agli estremi, e riceveva il nome di Prado de Apolo. Il secondo, andava da Nettuno al Giardino Botanico, dinanzi al quale era disposta una glorieta con quattro piccole fontane (all'incrocio della calle de Huertas), e in ultimo, il paseo che si estendeva davanti alla facciata principale del Giardino Botanico costituiva il terzo tratto, alla fine del quale venne collocata la Fontana del Carciofo, che si ergeva al fondo come parte del recinto del Salón, la Puerta de Atocha o di Vallecas. I lavori terminarono con la sistemazione e l'ornamento del paseo che sbocca sulla Puerta de Alcalá (1774-1778) e il rimodellamento del paseo che da sudest si dirige verso la Basílica de Nuestra Señora de Atocha. Oggigiorno le statue di Cibele, Apollo e Nettuno sono ancora presenti. Tra i palazzi, da un lato e dall'altro, si piazzarono il Gabinete de Historia Natural (oggi l'edificio principale del Museo del Prado), il Giardino Botanico, la Platería Martínez (nel luogo dove oggi c'è il Ministero della Salute) e l'Osservatorio Astronomico, tutti progettati da un altro grande architetto del re: Juan de Villanueva. La fontana del carciofo venne spostata all'angolo sudest del laghetto del parco del Retiro. Oggi, esiste una copia moderna dell'originale nel centro della glorieta del Emperador Carlos V. Dell'epoca della creazione del salón del Prado, sebbene destinati in principio a residenze private, sono il Palacio de Buenavista, all'intersezione della calle de Alcalá con la plaza de Cibeles, e il Palacio de Villahermosa (attuale Museo Thyssen-Bornemisza), all'angolo tra la Carrera de San Jerónimo con il paseo del Prado.

### Costruzioni del XIX, XX e XXI secolo
Già nel XIX secolo si costruirono il palacio de Linares (1873), e l'edificio del Banco de España (1891), entrambi nella plaza de Cibeles, e la Bolsa de Comercio (1893). Edifici singolari del XX secolo sono gli hotel Ritz (1910) e Palace (1912), e il palacio de Comunicaciones (1919).  All'importanza urbanistica di questa zona c'è da aggiungere l'esistenza di una concentrazione artistica di straordinaria importanza con il Museo del Prado, il Thyssen-Bornemisza e il Reina Sofía, quest'ultimo già nella Glorieta del Emperador Carlos V. Nel febbraio 2002, l'architetto portoghese Álvaro Siza vinse il concorso internazionale indetto dal comune di Madrid per il rinnovamento dell'asse Recoletos-Prado e dei suoi dintorni; il progetto si ispira alla concezione originale del Salón del Prado e contempla l'ampliamento degli spazi pedonali, l'incremento delle zone verdi e la soppressione di barriere architettoniche. Il 6 febbraio 2008 aprì le sue porte allo spazio di divulgazione culturale CaixaForum Madrid, che occupa l'antico edificio della Central Eléctrica del Mediodía (1899), trasformato e riadattato alla nuova destinazione d'uso dagli architetti Jacques Herzog e Pierre De Meuron. Da notare, come parte di questo complesso, il giardino verticale, opera di Patrick Blanc.